# Nezzazatoidea
Nezzazatoidea, previamente denominada Nezzazatacea, es una superfamilia de foraminíferos del suborden Textulariina, del suborden Nezzazatina y del orden Lituolida. Su rango cronoestratigráfico abarca desde el Kimmeridgiense (Jurásico superior) hasta el Maastrichtiense (Cretácico superior).

## Discusión
Clasificaciones previas incluían Nezzazatoidea en el suborden Textulariina del orden Textulariida, o en el orden Lituolida sin diferenciar el suborden Nezzazatina.

## Clasificación
Nezzazatoidea incluye a las siguientes familias:
- Familia Nautiloculinidae
- Familia Mayncinidae
- Familia Debarinidae
- Familia Nezzazatidae
  - Subfamilia Nezzazatinae
  - Subfamilia Coxitinae
- Familia Barkerinidae